# 張鳳翼 (戲曲家)

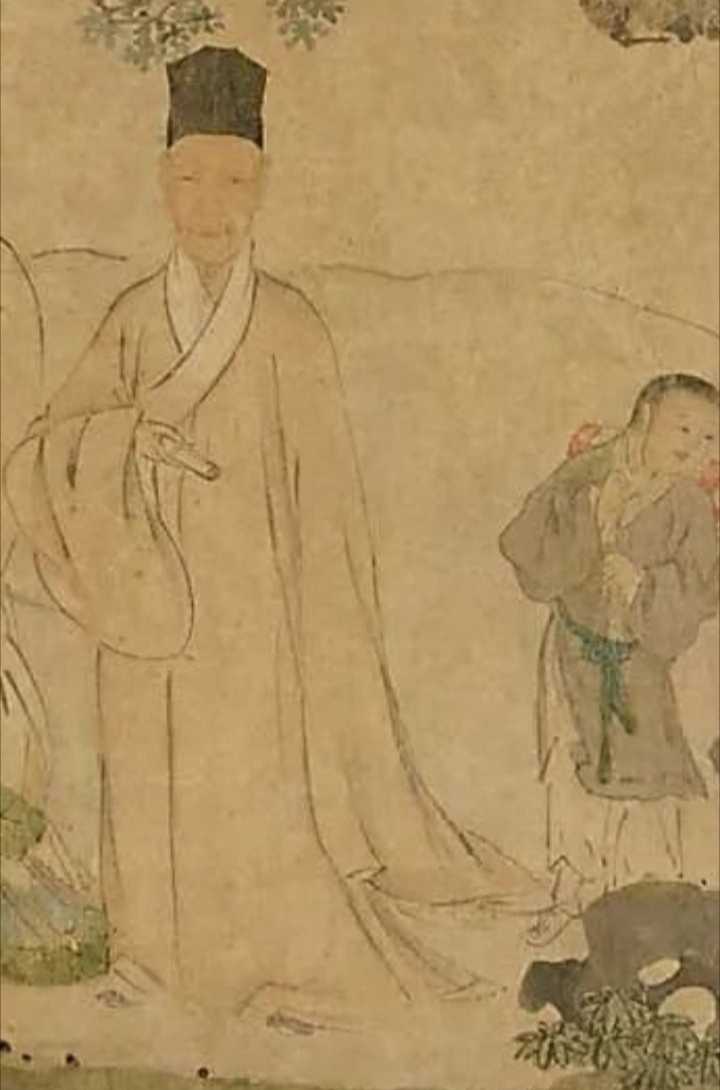
《青林高會圖》之張鳳翼像，明·黃存吾繪，現藏於明尼阿波利斯美術館

張鳳翼（1527年—1613年），字伯起，號靈墟，又稱靈虛先生、泠然居士，直隸長洲（今江蘇蘇州）人，明代戲曲作家。

## 生平
五歲還不會說話，長大後日益開敏，工琵琶。與弟張獻翼（1534-1604）、張燕翼（1543-1575）皆有才名，時人號為“三張”。嘉靖二十五年（1546年）初應鄉試失利，嘉靖三十五年（1556年）捐貲入國子監。嘉靖四十三年（1564年）與燕翼皆中舉人。屢試不第，乃至心灰意冷。晚年以賣文度日。萬曆四十一年（1613年）卒。張鳳翼是位多產作家，長於創作，更蓄有家班，與伶人彭十、白六友善。著有传奇七种：《紅拂記》、《祝髮記》、《窃符记》、《灌记》、《扊扅记》、《虎符记》。今存五種，以《紅拂記》最为流行，作於嘉靖二十四年（1545年）新婚之年。

## 家庭
曾祖張㫤（字景春），輯有《吳中人物志》;祖張淮（字元平，號賓鶴）; 父張冲（字應和, ?-1562），嫡母某（?-1566)，生母許氏 (1507-1597)。夫人為李應禎從曾孫女、太醫院御醫李果女（1527-1565), 側室某。有二子：長子張玄星（1571-?), 次子張玄宿(1577-?) 娶宋純仁四女。有四女：長女嫁周長康（字考叔），次女許沙肇錫，其餘不詳。